# 1420
| [ Edytuj tabelę ]                          | |
| Król Polski                                | - 1386 Władysław II Jagiełło 1434                                                                                |
| Współksiążęta Andory                       | - 1416 Francesc de Tovia 1436 - 1412 Jan I 1436                                                                  |
| Król Anglii                                | - 1413 Henryk V 1422                                                                                             |
| Król Aragonii i Walencji, hrabia Barcelony | - 1416 Alfons V Aragoński 1458                                                                                   |
| Władca Azteków                             | - 1417 Chimalpopoca 1427                                                                                         |
| Elektor Brandenburgii                      | - 1415 Fryderyk I 1440                                                                                           |
| Książę Bawarii-Ingolstadt                  | - 1413 Ludwik VII Brodaty 1443                                                                                   |
| Książę Bawarii-Landshut                    | - 1393 Henryk XVI Bogaty 1450                                                                                    |
| Książę Bawarii-Monachium                   | - 1397 Ernest 1438                                                                                               |
| Książę Burgundii                           | - 1419 Filip III Dobry 1467                                                                                      |
| Cesarz Bizancjum                           | - 1391 Manuel II Paleolog 1425                                                                                   |
| Sułtan Brunei                              | - 1415 Ahmad 1425                                                                                                |
| Cesarz Chin                                | - 1402 Yongle 1424                                                                                               |
| Król Cypru                                 | - 1398 Janusz 1432                                                                                               |
| Król Czech                                 | - 1420 bezkrólewie 1436                                                                                          |
| Król Danii                                 | - 1396 Eryk Pomorski 1439                                                                                        |
| Dalajlama                                  | - 1391 Gendun Drup 1474                                                                                          |
| Władca Egiptu                              | - 1412 Al-Mu’ajjad Szajch 1421                                                                                   |
| Cesarz Etiopii                             | - 1414 Izaak 1429                                                                                                |
| Król Francji                               | - 1380 Karol VI 1422                                                                                             |
| Król Gruzji                                | - 1412 Aleksander 1442                                                                                           |
| Hrabia Holandii                            | - 1417 Jakobina Bawarska 1433 - 1418 Jan III 1425                                                                |
| Władca Inków                               | - 1410 Viracocha 1438                                                                                            |
| Cesarz Japonii                             | - 1412 Shōkō 1428                                                                                                |
| Kalif                                      | - 1414 Al-Mu’tadid II 1441                                                                                       |
| Król Kastylii i Leónu                      | - 1406 Jan II Kastylijski 1454                                                                                   |
| Patriarcha Konstantynopola                 | - 1416 Józef II 1439                                                                                             |
| Władca Korei                               | - 1418 Sejong Wielki 1450                                                                                        |
| Najwyższy książę litewski                  | - 1401 Jagiełło 1434                                                                                             |
| Wielki książę litewski                     | - 1392 Witold 1430                                                                                               |
| Cesarz Majapahitu                          | - 1389 Wikramawardhana 1429                                                                                      |
| Sułtan Maroka                              | - 1398 Usman III 1421                                                                                            |
| Książę Mediolanu                           | - 1412 Filip Maria 1447                                                                                          |
| Senior Monako                              | - 1419 Ambroży z Menton 1427 - 1419 Antoni z Roquebrune 1427 - 1419 Jan I 1427                                   |
| Wielki książę moskiewski                   | - 1389 Wasyl I 1425                                                                                              |
| Król Nawarry                               | - 1387 Karol III Szlachetny 1425                                                                                 |
| Król Norwegii                              | - 1396 Eryk Pomorski 1442                                                                                        |
| Sułtan Omanu                               | - 1406 Machzum ibn al-Fallah 1435                                                                                |
| Elektor Palatynatu                         | - 1410 Ludwik III 1436                                                                                           |
| Papież                                     | - 1417 Marcin V 1431                                                                                             |
| Król Portugalii                            | - 1385 Jan I 1433                                                                                                |
| Cesarz Rzymski (niemiecki)                 | - 1410 Zygmunt Luksemburski 1437                                                                                 |
| Kapitanowie Regenci San Marino             | - 1420 Antonio di Tegna Cristofaro di Paolo Carboni 1420 - 1420 Antonio di Marino di Fosco Antonio Giannini 1420 |
| Despota Serbii                             | - 1402 Stefan IV Lazarević 1427                                                                                  |
| Elektor Saksonii                           | - 1419 Albrecht III Askańczyk 1422                                                                               |
| Król Szkocji                               | - 1406 Jakub I 1437                                                                                              |
| Król Szwecji                               | - 1396 Eryk XIII Pomorski 1439                                                                                   |
| Król Tajlandii                             | - 1409 Intha Racha 1424                                                                                          |
| Sułtan Turków                              | - 1413 Mehmed I 1421                                                                                             |
| Doża Wenecji                               | - 1413 Tommaso Mocenigo 1423                                                                                     |
| Król Węgier                                | - 1387 Zygmunt Luksemburski 1437                                                                                 |
| Wielki mistrz zakonu krzyżackiego          | - 1414 Michael Küchmeister von Sternberg 1422                                                                    |

Rok 1420 / MCDXX
stulecia: XIV wiek ~
XV wiek ~
XVI wiek

lata: 1410 «
1415 «
1416 «
1417 «
1418 «
1419 «
1420
» 1421
» 1422
» 1423
» 1424
» 1425
» 1430

## Wydarzenia w Polsce
- 6 stycznia – na Sejmie Rzeszy zwołanym we Wrocławiu Zygmunt, kr. niemiecki przystąpił do rozpatrzenia sporu polsko-krzyżackiego i wydał wyrok korzystny dla Zakonu, przyznając Krzyżakom także Orłowo, Murzynów i Nową Wieś, nakazał przywrócić wolność handlu, wypłacenie przez Zakon kosztów odbudowy zamku w Złotoryi i zburzenia przez nich warownego młyna w Lubiczu na Drwęcy; wyrok nie został przyjęty przez posłów Jagiełły, którzy zdecydowali się złożyć apelację do papieża.
- 30 stycznia – we Wrocławiu pojawili się posłowie Jagiełły i Witolda (Zbigniew Oleśnicki), którzy zarzucili mu zdradę króla oraz przeprowadzili krytykę wyroku; w odpowiedzi Zygmunt wysłał poselstwo do Jagiełły, który po zapoznaniu się z nim zgodził się na warunkowe przyjęcie wyroku, do końca maja Zygmunt wyroku nie zmienił.
- Lipiec – na zjeździe w Łęczycy szlachta dokonała sądu nad stronnictwem proluksemburskim składającym się z Wojciecha Jastrzębca, Zbigniewa z Brzezia i Jana z Tuliszkowa; o ile uniewinniono osoby, o tyle podjęto decyzję o odrzuceniu wyroku i wystąpieniu przeciw królowi rzymskiemu; na zjeździe pojawił się czeski poseł Hynek z Holsztynu, przywożąc wstępną propozycję objęcia tronu czeskiego przez Jagiełłę – stronnictwo papieskie proponowało włączenie się w konflikt i za zgodą papieża stworzenie unii z Czechami przeciw Zygmuntowi, stronnictwo proluksemburskie – wspólną krucjatę przeciw Czechom za cenę zwrotu części Śląska bądź zmianę wyroku wrocławskiego; zjazd odrzucił jednak ofertę czeską z powodów religijnych oraz praw dziedzicznych Luksemburgów w Czechach.
- Sierpień – do Rzymu przybyli oficjalni posłowie Jagiełły, wioząc odwołanie od wyroku wrocławskiego króla rzymskiego w sporze polsko-krzyżackim.
- 1 września – papież dwoma bullami przedłużył rozejm między Polską i Zakonem oraz informuje Zakon o anulowaniu wyroku wrocławskiego – doprowadziło to do gwałtownego protestu Zakonu i Zygmunta, ale ostatecznie w lutym 1421 wielki mistrz wyznaczył swych prokuratorów, Marcin V polecił zaś zbadanie sprawy kardynałowi Guillamo Filiastri.
- Zima – na zjeździe w Lublinie ponownie pojawiło się oficjalne poselstwo czeskie z uczonymi Janem Kardynałem i wiklefistą Piotrem Paynem, proponując znowu koronę i akcentując bliskość Czech i Polski oraz wspólne zagrożenie ze strony Zygmunta Luksemburczyka; posłowie przedstawili do zatwierdzenia artykuły czeskie, zobowiązali Jagiełłę do likwidacji majątków kościelnych i niedopuszczania Niemców do pełnienia urzędów; propozycja nie zostaje przyjęta z uwagi na stanowisko Europy i możliwość utraty osiągnięć Grunwaldu i Konstancji, jednak szlachcie odpowiadała idea ubogiego Kościoła i rozerwanie łańcucha wrogich państw wobec Polski, dlatego zjazd przyjął stanowisko umiarkowane.

- Arcybiskup Mikołaj Trąba ogłosił statuty skierowane przeciw husyckiemu ruchowi religijnemu w Polsce[1].
- Elektor brandenburski Fryderyk I podczas wyprawy przeciwko Polsce odbił zamek dolny w Santoku i spalił go.

## Wydarzenia na świecie
- 1 marca – papież Marcin V wydał bullę wzywającą katolików do zorganizowania krucjaty antyhusyckiej.
- 17 marca – podczas obrad sejmu Rzeszy we Wrocławiu ogłoszono bullę papieża Marcina V, nakazującą katolikom zorganizowanie krucjaty przeciwko husytom.
- 25 marca – zwycięstwo husytów nad czeskimi wojskami Zygmunta Luksemburskiego w bitwie pod Sudomierzem.
- 3 kwietnia – zostały uchwalone Cztery artykuły praskie, zawierające zasady doktrynalne husytyzmu.
- 21 maja – podpisano francusko-angielski Traktat w Troyes.
- 25 maja – infant Henryk Żeglarz, trzeci syn króla Portugalii Jana I, został wielkim mistrzem Zakonu Rycerzy Chrystusa.
- 2 czerwca – na mocy postanowień pokoju z Troyes król Anglii Henryk V Lancaster poślubił Katarzynę de Valois, córkę króla Francji Karola VI Szalonego.
- 7 czerwca – Republika Wenecka zaanektowała Udine.
- 14 lipca – Taboryci pod wodzą Žižki zwyciężyli w bitwie o Witkową Górę.
- 28 lipca – Zygmunt Luksemburski został koronowany na króla Czech.
- 12 października – zwycięstwo husytów w bitwie pod Małym Borem.
- 1 listopada – zwycięstwo husytów w bitwie pod Wyszehradem i zajęcie przez nich Wyszehradu.
- 1 grudnia – królowie angielski i francuski Henryk V i Karol VI wkroczyli uroczyście do opanowanego przez burgundczyków Paryża, gdzie został potwierdzony Traktat z Troyes, który miał zakończyć wojnę stuletnią.

## Urodzili się
- 9 lutego – Dorota brandenburska, księżniczka brandenburska, księżna Meklemburgii (zm. 1491)
- 6 kwietnia – Jerzy z Podiebradów, król Czech (zm. 1471)
- 9 lipca – Wilhelm VIII Paleolog, markiz Montferratu (zm. 1483)
- data dzienna nieznana: 
  - Abdulhak II, sułtan Maroka (zm. 1465)
  - Marco Barbo, włoski kardynał (zm. 1491)
  - Jan (Beber) z Oświęcimia, rektor Akademii Krakowskiej, kolekcjoner książek (ur. ok. 1420) (zm. 1482)
  - Giovanni Castiglione, włoski kardynał (zm. 1460)
  - Barthélemy d’Eyck, niderlandzki artysta (zm. 1470)
  - Lambert Grimaldi, senior Monako (zm. 1494)
  - Benozzo Gozzoli, włoski malarz (zm. 1497/1498)
  - Veli Mahmud Pasza, wielki wezyr (zm. 1474)
  - Albrecht Pfister, niemiecki drukarz (zm. 1466)
  - Tomás de Torquemada, hiszpański dominikanin, inkwizytor (zm. 1498)
  - Sesshū Tōyō, japoński malarz (zm. 1506)

## Zmarli
- 11 marca – Henryk II ziębicki, książę ziębicki (ur. ?)
- 15 marca – Jan Krása, czeski mieszczanin, husyta (ur. ?)
- 17 kwietnia – Klara Gambacorta, włoska dominikanka, błogosławiona katolicka (ur. 1362)
- 12 maja – Elżbieta z Pilczy, królowa polska, trzecia żona Władysława Jagiełły (ur. ok. 1372)
- 6 czerwca – Katarzyna opolska, księżniczka opolska, księżna śląska, pani na Kożuchowie i Zielonej Górze (ur. przed 1367)
- 11 czerwca – Jan III Hohenzollern, burgrabia Norymbergi, książę Bayreuth (ur. ok. 1369)
- 9 sierpnia – Pierre d’Ailly, francuski kardynał, teolog (ur. ok. 1350)
- 19 września – Pedro Fernández de Frías, hiszpański kardynał (ur. ?)
- 1 listopada – Andrzej Balicki, polski rycerz (ur. ?)
- 25 listopada – Elżbieta z Reute, niemiecka franciszkańska tercjarka regularna, błogosławiona katolicka (ur. 1386)
- 18 grudnia – Szejk Bedreddin, muzułmański teolog i mówca, przywódca powstania ludowego w 1416 (ur. 1359)
- data dzienna nieznana:
  - Andrzej, budowniczy miejski Torunia (ur. ?)
  - Michał I Basarab, hospodar wołoski (ur. ?)
  - Stanisław z Bydgoszczy, polski karmelita, błogosławiony katolicki (ur. ?)
  - Tomasz Ebner, biskup serecki (ur. ?)
  - Demetriusz Kantakuzen, despota Morei (ur. ?)
  - Małgorzata Paleolog z Montferratu, seniorka Acqui Terme (ur. 1365)